# Бикчантаев, Ярхам Гараевич
Ярхам Гараевич Бикчантаев (01.07.1922—12.12.2000) — стрелок стрелкового батальона 72-го гвардейского стрелкового полка, гвардии красноармеец — на момент последнего представления к награждению орденом Славы.

## Биография
Родился 1 июля 1922 года в деревне Янгильдино Богородской волости Чебоксарского уезда Чувашской автономной области. Татарин. Окончил семилетнюю школу. Трудился в колхозе. После окончания школы фабрично-заводского обучения работал на шахте в Донбассе.
В марте 1942 года был призван в Красную Армию Артемовским райвоенкоматом Сталинской области. С того же времени на фронте. В составе 158-й тяжелой танковой бригады участвовал в боях на Юго-Западном фронте, на сталинградском направлении. 30 июня 1942 года в тяжелом бою был ранен, попал в плен. В части считался погибшим, на родину ушла похоронка. В 1943 году был освобожден наступавшими частями и после проверок вновь направлен на фронт.
Воевал в составе 259-й стрелковой дивизии на Южном, 4-м Украинском фронтах. Был стрелком стрелкового батальона 549-го стрелкового полка. Участвовал в боях за освобождение южной Украины, Крыма.
23 декабря 1943 года в районе села Новотроицкое красноармеец Бикчантаев в критический момент боя поднял бойцов в штыковую атаку и первым достиг траншеи врага. В схватке сразил до 10 противников.
Приказом от 18 января 1944 года красноармеец Бикчантаев Ярхам Гараевич награждён орденом Славы 3-й степени.
В боях за город Севастополь 1-9 мая 1944 года красноармеец Бикчантаев истребил свыше 10 солдат противника, противотанковыми гранатами подавил 3 огневые точки. Зайдя с группой разведчиков в тыл врага, внезапно открыл массированный автоматно-пулеметный огонь, что обеспечило успех стрелковому подразделению в районе станции Мекензиевы Горы.
Приказом от 20 мая 1944 года красноармеец Бикчантаев Ярхам Гараевич награждён орденом Славы 3-й степени повторно.
В боях за освобождение Прибалтики воевал в составе 72-го гвардейского стрелкового полка 24-й гвардейской стрелковой дивизии.
26-27 июля 1944 года в боях на подступах к городу Шяуляй в составе группы автоматчиков первым проник в населенный пункт Трусово. Во время завязавшегося боя поразил из автомата до 10 противников. Гранатами подавил огневую точку и сжег бронетранспортер. Был ранен.
Приказом от 6 сентября 1944 года красноармеец Бикчантаев Ярхам Гараевич награждён орденом Славы 2-й степени.
После войны продолжал служить в армии. В 1946 году старшина Бикчантаев уволен в запас. Вернулся на родину.
Указом Президиума Верховного Совета СССР от 27 февраля 1958 года в порядке перенаграждения Бикчантаев Ярхам Гараевич награждён орденом Славы 1-й степени. Стал полным кавалером ордена Славы.
Работал в колхозе имени К. Маркса, рабочим и бригадиром отделения совхоза «Турлеминский». В 1978 году занесен в Почетную Книгу Трудовой Славы и Героизма Чувашской АССР. В 1982 году вышел на пенсию. Последние годы жил в городе Козловка, районном центре Козловского района. Скончался 12 декабря 2000 года.

## Награждён
- орденами Отечественной войны 1-й степени, Красной Звезды, Славы 3-х степеней, медалями, в том числе медалью «За отвагу».

## Память
На доме, где жил ветеран, установлена мемориальная доска. В деревне Янгильдино разбит парк имени прославленного земляка.